# Abano Terme
Abano Terme (do roku 1924 Abano Bagni) je italská obec v provincii Padova v oblasti Benátsko.
V roce 2013 zde žilo 19 789 obyvatel.

## Sousední obce
Albignasego, Due Carrare, Maserà di Padova, Montegrotto Terme, Padova, Selvazzano Dentro, Teolo, Torreglia

## Dějiny
Zdejší horké prameny byly známy již v dobách starověkého Říma, kdy se obec nazývala latinsky Aquae Aponi a Aquae Patavinae.

### Vývoj počtu obyvatel
Zdroj:

### Rodáci
- Pietro d'Abano (1250–1316), filosof, astrolog, lékař